# Piper boehmeriifolium
Piper boehmeriifolium là một loài thực vật có hoa trong họ Hồ tiêu. Loài này được (Miq.) Wall. ex C. DC. miêu tả khoa học đầu tiên năm 1869.